# Перитиба
Перитиба (порт. Peritiba)  —  муниципалитет в Бразилии, входит в штат Санта-Катарина. Составная часть мезорегиона Запад штата Санта-Катарина. Входит в экономико-статистический  микрорегион Конкордия. Население составляет 3260 человек на 2006 год. Занимает площадь 96,407 км². Плотность населения — 33,8 чел./км².

## Статистика
- Валовой внутренний продукт на 2003 составляет 37.366.764,00 реалов (данные: Бразильский институт географии и статистики).
- Валовой внутренний продукт на душу населения на 2003 составляет 11.511,63 реалов (данные: Бразильский институт географии и статистики).
- Индекс развития человеческого потенциала на 2000 составляет 0,810 (данные: Программа развития ООН).